# Lijst van voetbalinterlands Dominica - Dominicaanse Republiek
Deze lijst van voetbalinterlands is een overzicht van alle officiële voetbalwedstrijden tussen de nationale teams van Dominica en de Dominicaanse Republiek. De landen speelden tot op heden zes keer tegen elkaar. De eerste ontmoeting was een kwalificatiewedstrijd voor de Caribbean Cup 2010 op 17 oktober 2010 in San Cristóbal. Het laatste duel, een kwalificatiewedstrijd voor het Wereldkampioenschap voetbal 2026, vond plaats in Santo Domingo op 10 juni 2025.

## Wedstrijden
| № | Plaats        | Datum             | Competitie                      | Wedstrijd                         | Uitslag |
| - | ------------- | ----------------- | ------------------------------- | --------------------------------- | ------- |
| 1 | San Cristóbal | 17 oktober 2010   | Caribbean Cup 2010 kwalificatie | Dominicaanse Republiek − Dominica | 0 − 1   |
| 2 | Bridgetown    | 27 september 2012 | Caribbean Cup 2012 kwalificatie | Dominicaanse Republiek − Dominica | 2 − 1   |
| 3 | Santo Domingo | 24 maart 2021     | WK 2022 kwalificatie            | Dominicaanse Republiek − Dominica | 1 − 0   |
| 4 | Piggotts      | 10 september 2024 | CONCACAF Nations League 2024/25 | Dominicaanse Republiek − Dominica | 2 − 0   |
| 5 | Santiago      | 16 november 2024  | CONCACAF Nations League 2024/25 | Dominica − Dominicaanse Republiek | 1 − 6   |
| 6 | Santo Domingo | 10 juni 2025      | WK 2026 kwalificatie            | Dominicaanse Republiek − Dominica | 5 − 0   |

## Samenvatting
| Competitie                 | Totaal gespeeld | Winst Dominica | Gelijk | Winst Dom. Rep. | Doelsaldo Dominica – Dom. Rep. |
| -------------------------- | --------------- | -------------- | ------ | --------------- | ------------------------------ |
| WK-kwalificatie            | 2               | 0              | 0      | 2               | 0 − 6                          |
| CONCACAF Nations League    | 2               | 0              | 0      | 2               | 1 − 8                          |
| Caribbean Cup-kwalificatie | 2               | 1              | 0      | 1               | 2 − 2                          |
| Totaal                     | 6               | 1              | 0      | 5               | 3 − 16                         |

DFA · 
Vrouwenvoetbalelftal van Dominica
Interlands
Tegenstander:
Amerikaanse Maagdeneilanden ·
Anguilla ·
Antigua en Barbuda ·
Aruba ·
Bahama's ·
Barbados ·
Bermuda ·
Britse Maagdeneilanden ·
Canada ·
Cuba ·
Dominicaanse Republiek ·
Grenada ·
Guatemala ·
Guyana ·
Haïti ·
Jamaica ·
Mexico ·
Nicaragua ·
Panama ·
Saint Kitts en Nevis ·
Saint Lucia ·
Saint Vincent en de Grenadines ·
Suriname ·
Trinidad en Tobago ·
Turks- en Caicoseilanden
FEDOFUTBOL · A-internationals · Bondscoaches · Vrouwenvoetbalelftal van de Dominicaanse Republiek
1970 – 1979 ·
1980 – 1989 ·
1990 – 1999 ·
2000 – 2009 ·
2010 – 2019 ·
2020 − 2029
Amerikaanse Maagdeneilanden ·
Anguilla ·
Antigua en Barbuda ·
Aruba ·
Bahama's ·
Barbados ·
Belize ·
Bermuda ·
Britse Maagdeneilanden ·
Chili ·
Costa Rica ·
Cuba ·
Curaçao ·
Dominica ·
El Salvador ·
Guatemala ·
Guyana ·
Haïti ·
Indonesië ·
Kaaimaneilanden ·
Montserrat ·
Nederlandse Antillen ·
Nicaragua ·
Panama ·
Peru ·
Puerto Rico ·
Saint Kitts en Nevis ·
Saint Lucia ·
Saint Vincent en de Grenadines ·
Servië ·
Suriname ·
Trinidad en Tobago ·
Turks- en Caicoseilanden ·
Venezuela ·
Verenigde Arabische Emiraten